# Paul Berg
Paul Berg (n. 30 iunie 1926, New York City, New York, SUA – d. 15 februarie 2023, Stanford, Comitatul Santa Clara, California, SUA) a fost un chimist evreu-american, laureat al Premiului Nobel pentru chimie (1980).